# Lista över pensionerade tröjnummer i Svenska Hockeyligan
Detta är en lista över pensionerade tröjnummer i Svenska hockeyligan (SHL). När en klubb pensionerar ett tröjnummer så tillåts inte längre spelarna i laget att  bära detta nummer på ryggen. Brukligt är även att tröjan hissas upp i taket i lagets hemmaarena. 

## Pensionerade tröjnummer
| Samma nummer pensionerat för flera spelare i ett lag |
| Invald i Svensk ishockeys Hockey Hall of Fame        |

| Namn                     | Lag               | Nr | Ref    |
| ------------------------ | ----------------- | -- | ------ |
| Tord Lundström           | Brynäs IF         | 06 | [ 1 ]  |
| Anders Huss              | Brynäs IF         | 26 | [ 1 ]  |
| Roland Stoltz            | Djurgården Hockey | 02 | [ 2 ]  |
| Charles Berglund         | Djurgården Hockey | 02 | [ 2 ]  |
| Sven Tumba               | Djurgården Hockey | 05 | [ 2 ]  |
| Jens Öhling              | Djurgården Hockey | 11 | [ 2 ]  |
| Lasse Björn              | Djurgården Hockey | 12 | [ 2 ]  |
| Nichlas Falk             | Djurgården Hockey | 16 | [ 2 ]  |
| Håkan Södergren          | Djurgården Hockey | 22 | [ 2 ]  |
| Mikael Johansson         | Djurgården Hockey | 25 | [ 2 ]  |
| Thomas Eriksson          | Djurgården Hockey | 27 | [ 2 ]  |
| Lars-Eric Lundvall       | Frölunda HC       | 13 | [ 3 ]  |
| Ronald Pettersson        | Frölunda HC       | 14 | [ 3 ]  |
| Patrik Carnbäck          | Frölunda HC       | 14 | [ 3 ]  |
| Jörgen Pettersson        | Frölunda HC       | 19 | [ 3 ]  |
| Stefan Larsson           | Frölunda HC       | 29 | [ 3 ]  |
| Tommy Samuelsson         | Färjestad BK      | 02 | [ 4 ]  |
| Håkan Loob               | Färjestad BK      | 05 | [ 4 ]  |
| Thomas Rundqvist         | Färjestad BK      | 09 | [ 4 ]  |
| Ulf Sterner              | Färjestad BK      | 09 | [ 4 ]  |
| Mathias Johansson        | Färjestad BK      | 17 | [ 4 ]  |
| Jörgen Jönsson           | Färjestad BK      | 21 | [ 4 ]  |
| Stefan Liv               | HV71              | 01 | [ 5 ]  |
| Per Gustafsson           | HV71              | 07 | [ 5 ]  |
| Fredrik Stillman         | HV71              | 14 | [ 5 ]  |
| Stefan Örnskog           | HV71              | 15 | [ 5 ]  |
| David Petrasek           | HV71              | 22 | [ 5 ]  |
| Johan Davidsson          | HV71              | 76 | [ 5 ]  |
| Åke Lassas               | Leksands IF       | 02 | [ 6 ]  |
| Jonas Bergqvist          | Leksands IF       | 18 | [ 6 ]  |
| Mats Andersson           | Linköping HC      | 10 | [ 7 ]  |
| Stefan Jacobsson         | Linköping HC      | 15 | [ 7 ]  |
| Mike Helber              | Linköping HC      | 16 | [ 7 ]  |
| Fredrik Emvall           | Linköping HC      | 33 | [ 7 ]  |
| Stefan "Skuggan" Nilsson | Luleå HF          | 04 | [ 8 ]  |
| Johan Strömwall          | Luleå HF          | 12 | [ 8 ]  |
| Hans Norberg             | Luleå HF          | 22 | [ 8 ]  |
| Jarmo Myllys             | Luleå HF          | 35 | [ 8 ]  |
| Pekka Lindmark           | Malmö Redhawks    | 01 | [ 9 ]  |
| Roger Nordström          | Malmö Redhawks    | 05 | [ 9 ]  |
| Patrik Sylvegård         | Malmö Redhawks    | 18 | [ 9 ]  |
| Jesper Mattsson          | Malmö Redhawks    | 21 |        |
| Kaj Olsson               | Malmö Redhawks    | 25 | [ 9 ]  |
| Mats Lusth               | Malmö Redhawks    | 66 |        |
| Kenth "Swiss" Svensson   | Rögle BK          | 1  | [ 10 ] |
| Lennart Åkesson          | Rögle BK          | 9  | [ 10 ] |
| Roger Elvenes            | Rögle BK          | 13 | [ 10 ] |
| Kenny Jönsson            | Rögle BK          | 19 | [ 10 ] |
| Stefan Elvenes           | Rögle BK          | 25 | [ 10 ] |
| Jakob Johansson          | Rögle BK          | 26 | [ 10 ] |
| Jimmie Ericsson          | Skellefteå AIK    | 21 |        |
| Joakim Lindström         | Skellefteå AIK    | 10 |        |
| Johan Markusson          | Växjö Lakers      | 38 | [ 11 ] |
| Lars "Mozart" Andersson  | Örebro Hockey     | 3  | [ 11 ] |
| Björn "Nalle" Johansson  | Örebro Hockey     | 13 | [ 11 ] |

1. ↑  Numret har inte använts sedan Norberg förlamades under en match 1989

## Hissade tröjor
Nedan listas spelare som hedrats genom att få sin tröja hissade i arenan, men där tröjnumret inte har pensionerats av klubben.
| Namn              | Lag         | Nr | Ref    |
| ----------------- | ----------- | -- | ------ |
| Christer Abris    | Leksands IF | 01 | [ 6 ]  |
| Tomas Jonsson     | Leksands IF | 02 | [ 6 ]  |
| Vilgot Larsson    | Leksands IF | 03 | [ 6 ]  |
| Tommy Abrahamsson | Leksands IF | 06 | [ 6 ]  |
| Magnus Svensson   | Leksands IF | 08 | [ 6 ]  |
| Mats Åhlberg      | Leksands IF | 12 | [ 6 ]  |
| Dan Söderström    | Leksands IF | 15 | [ 6 ]  |
| Niklas Eriksson   | Leksands IF | 16 | [ 12 ] |
| Nisse Nilsson     | Leksands IF | 22 | [ 6 ]  |